# Eleccions generals espanyoles de 1876

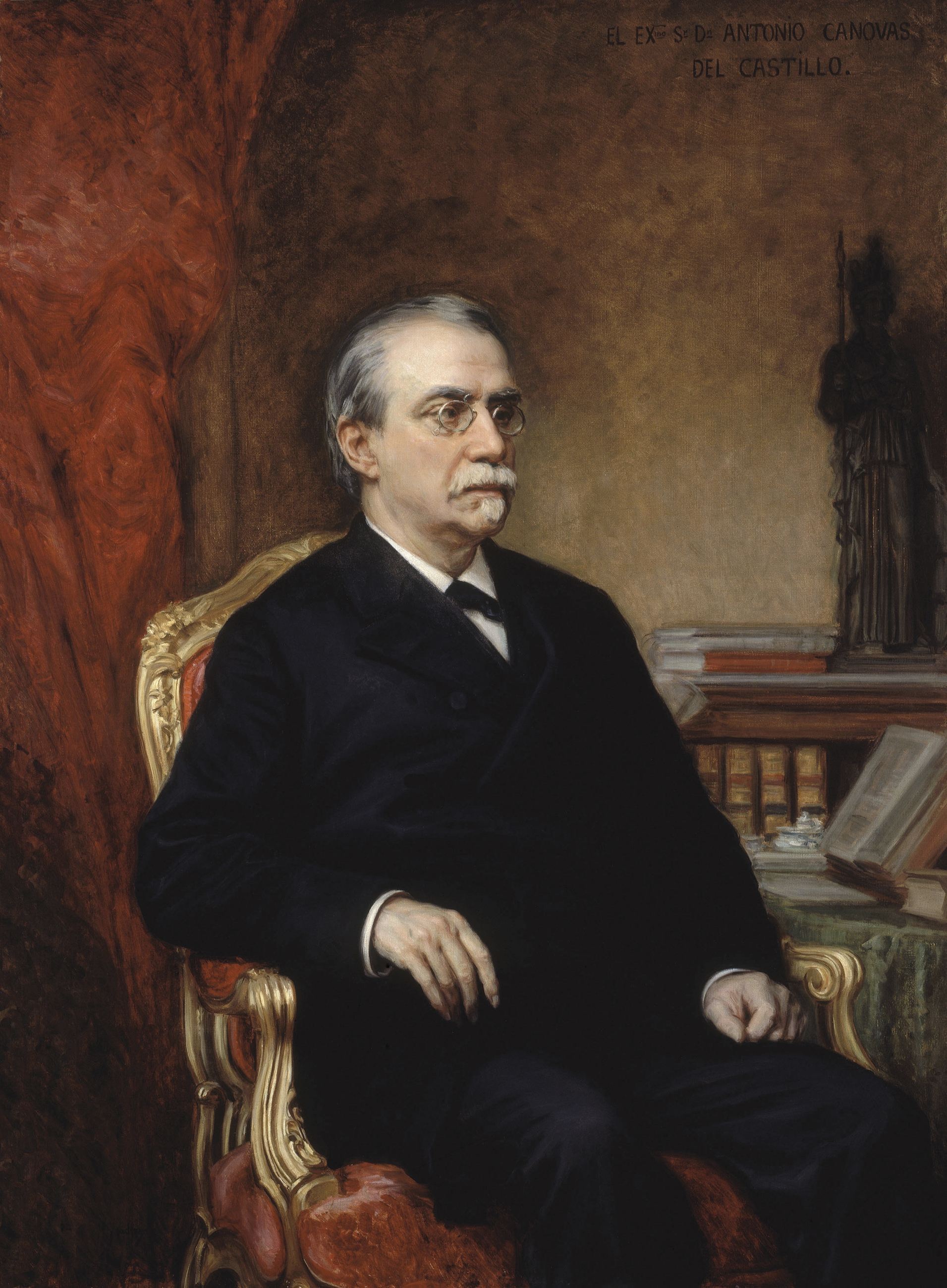
El conservador Cánovas del Castillo, cap de govern després de les eleccions de 1876

Les eleccions generals espanyoles de 1876 foren convocades el 20 de gener de 1876 sota sufragi universal masculí, les últimes amb aquest sistema fins al 1931, i amb un nombre d'electors de 3.989.612. En total foren escollits 391 diputats, endemés dels 15 de Puerto Rico. No va haver-hi eleccions a Cuba.
Enmig de la crisi provocada per la Tercera Guerra Carlina i la insurrecció cubana, vencé per majoria el Partit Liberal Conservador, dirigit per Antonio Cánovas del Castillo. El Partit Constitucional de Sagasta va quedar segon. Els republicans van obtenir resultats poc significatius.
Fou elegit president del Congrés el conservador José de Posada Herrera, substituït el febrer de 1878 per Adelardo López de Ayala, i com a president del Senat Manuel García Barzanallana. El cap de govern fou Antonio Cánovas del Castillo. El nou govern assolí posar fi a la carlinada el febrer de 1876 i amb la insurrecció cubana per la Pau de Zanjón de 1878. El 24 de maig es va aprovar la Constitució Espanyola de 1876, que es mantindria vigent fins al 1931.

## Composició de la Cambra
| ← Eleccions generals espanyoles, 20 de gener de 1876 → |        |                              |
| Partit                                                 | Escons | Líder                        |
| Partit Liberal Conservador                             | 317    | Antonio Cánovas del Castillo |
| Partit Constitucional                                  | 48     | Práxedes Mateo Sagasta       |
| Partit Moderat                                         | 12     | Alejandro Pidal y Mon        |
| Partit Radical                                         | 5      | Cristino Martos Balbi        |
| Partit Demòcrata                                       | 1      | Emilio Castelar              |
| Radicals monàrquics                                    | 1      | Marià Rius i Montaner        |
| Independents                                           | 7      |                              |

## Resultats per circumscripcions

### Catalunya
- Barcelona
  - Víctor Balaguer i Cirera (Partit Constitucional)
  - José Pasqual de Bonanza y Soler de Cornellá (Partit Moderat)
  - Pere Bosch i Labrús (Conservador)
  - Joaquim Cabirol i Pau (Conservador)
  - Emilio Castelar y Ripoll (Partit Demòcrata)
  - Antoni Castell de Pons (Conservador)
  - Pere Collaso i Gil (Partit Constitucional)
  - Nil Maria Fabra i Deas (Conservador)
  - Camil Fabra i Fontanills (partit Constitucional)
  - Joan Jover i Serra
  - Marià Maspons i Labrós (Conservador)
  - Josep Maria Nadal i Vilardaga (Conservador)
  - Enrique de Orozco y de la Puente (Conservador)
  - José Pasqual de Bonanza y Soler de Cornellá
  - Josep Puig i Llagostera (Conservador)
  - Eduard Reig i Carreras (Partit Constitucional)
  - Francesc de Paula Rius i Taulet (Partit Constitucional)
  - Antoni Sedó Pàmies (Conservador)
  - Pau Turull i Comadran (Conservador)
  - Joaquim Valentí i Fontrodona (Conservador)
  - Agustí Vilaret i Cendrich (Conservador)
- Girona
  - José Álvarez Mariño (Partit Constitucional)
  - Severiano Arias y Giner (Partit Constitucional)
  - Pelagi de Camps i de Matas (Conservador)
  - Joan Fabra i Floreta (Partit Constitucional)
  - Josep Florejachs i de Berart (Conservador)
  - Albert de Quintana i Combis (Partit Constitucional)
  - Alejandro Shee y Saavedra (Conservador)
  - Josep Maria Vehí i Ros (Conservador)
- Lleida
  - Manuel Alonso Martínez (Partit Constitucional)
  - Manuel de Azcárraga Palmero (Conservador)
  - Joaquim Bañeres i Gordell (Conservador)
  - Rafael Cabezas Montemayor (Conservador)
  - José Ferreras Toro (Partit Constitucional)
  - Constancio Gambel Aybar (Conservador)
  - Ròmul Moragas i Droz (independent)
  - Ramon Soldevila i Claver (Conservador)
  - Enrique Vivanco Menchaca (Conservador)
- Tarragona
  - Josep Batlle i Vidal (Conservador)
  - Albert Bosch i Fustegueras (Conservador)
  - Juan Carnicero Sanromán (Conservador)
  - Joaquim Castellarnau i Balcells (Conservador)
  - Eduard Gasset i Matheu (Conservador)
  - Plàcid-Maria de Montoliu i de Sarriera
  - Marià Pons i Espinós (Conservador)
  - Marià Rius i Montaner, comte de Rius
  - Manuel de Salamanca Negrete (Partit Constitucional)

### Illes Balears
- Gregorio Ayneto Echevarría (Conservador)
- Carles Crestar Penas (Conservador)
- Joan Antoni Fuster i Dezcallar (Conservador)
- Josep Maria Martorell i Fivaller (Conservador)
- Saturnino Esteban Miguel de Collantes (Conservador)
- Luis Navarro Calvo
- Antoni Palau de Mesa (liberal)
- Felip Puigdorfila i Villalonga
- Jeroni Rius i Salvà
- Tomás Rodríguez Rubí (Conservador)
- Joaquín María Ruiz
- Francisco Ruiz Martínez

### País Valencià
- Alacant
  - José Luis Albareda y Sezde (Partit Constitucional)
  - Ricardo Alzugaray Yanguas (independent)
  - José Amat y Sempere (Conservador)
  - Federico Bas Moró (Conservador)
  - Juan Francisco Camacho de Alcorta (Partit Constitucional)
  - Ramón Campos Doménech (Conservador)
  - Gregorio Cruzada Villaamil (Conservador)
  - José Gómez Ortega (Conservador)
  - Alejandro Groizard y Gómez de la Serna (Conservador)
  - Remigio Moltó Díaz Berrio
  - José Moreno Leante (Conservador)
  - Horacio Moreu Espinosa, comte de Torre Isabel
  - Arturo de Pardo Inchausti (Conservador)
  - Pere Pasqual Sala i Císcar (Conservador)
  - José María Santonja y Almella (Conservador)
- Castelló
  - Jaime Álvarez de las Asturias Bohorques y Guiráldez (Conservador)
  - Jerónimo Antón Ramírez (Conservador)
  - Marcelo Azcárraga y Palmero (Conservador)
  - Luis Dabán y Ramírez de Arellano (Conservador)
  - Josep Escrig i Font (Partit Moderat)
  - Lorenzo Fernández Villarrubia
  - Fermín Figuera (Conservador)
  - Gregorio Jiménez García Palacios (Conservador)
  - Juan de la Mata Zorita (Unió Liberal)
  - Gaspar Núñez de Arce (Unió Liberal)
  - José Polo de Bernabé y Borrás (Conservador)
- València
  - Ramón Aranaz (Conservador)
  - José Botella Andrés (Conservador)
  - Eduardo Castañón Albizua (Conservador)
  - Ricardo Castellví de Ibarrola, comte de Carlet
  - José Cerdá Lloret (Conservador)
  - Manuel Danvila y Collado (Conservador)
  - Arsenio Martínez-Campos Antón (Conservador)
  - Luis Mayans y Enríquez de Navarra (Conservador)
  - Vicente Oliag Carrá (Conservador)
  - Gonzalo Palavicino de Ibarrola, marquès de Mirasol.
  - Manuel Pérez de Junquitu y Gómez de Barreda, marques de Casa Ramos (Conservador)
  - Manuel Reig Fourquet (Conservador)
  - Trinitario Ruiz Capdepón (Partit Constitucional)
  - José Emilio de Santos
  - Arcadio Tudela y Martínez (Conservador)
  - Enrique Villarroya Llorens (Partit Constitucional)
  - Adrián Viudes Girón, marquès de Río Florido (Conservador)